# Yves Guéna

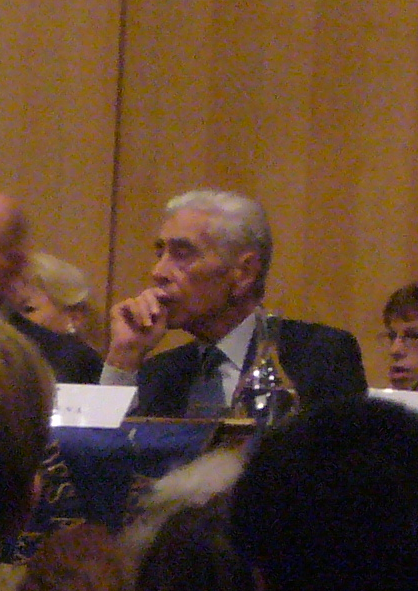
Yves Guéna (2008)

Yves Guéna (* 6. Juli 1922 in Brest; † 3. März 2016 in Paris) war ein französischer Politiker.

## Leben
Von 1997 bis 2004 war er Mitglied des Conseil constitutionnel, wobei er von 2000 bis zu seinem Ausscheiden als dessen Präsident fungierte. Guéna war jahrelang Abgeordneter der Nationalversammlung für das Département Dordogne, Oberbürgermeister der Stadt Périgueux und Minister für Post und das Verkehrswesen.